# 陰晉之戰
陰晉之戰發生於前389年，秦國起兵50萬討伐魏國西河郡，被郡守吳起以少勝多擊敗秦軍的戰爭。

## 經過
魏國與秦國為爭奪關中河西（今山西、陝西兩省間黃河南段以西地區）地區時常發生戰爭。前409年至前408年，魏文侯以吳起為大將，率兵攻打秦國，奪取了臨晉（今陝西省大荔縣東南）、元里（今陝西省澄城縣南）、洛陰（今陝西省大荔縣西南）、郃陽（今陝西省合陽縣東南）等五城，長軀直入至鄭（今陝西省華縣）。而秦國只能退守至洛水，沿河修建防禦工事，並築重泉城（今陝西蒲城縣東南）加以防守。魏國佔有全部的河西地區，並在此設立西河郡。經由翟璜推薦，由吳起擔任西河郡守。
魏國佔有河西地區後，成為秦國東進的心腹大患，此後秦國多次進攻該地區，但都以失敗而告終。
西河郡守吳起是魏國名將，著重激勵軍隊保持高昂士氣。他曾請國君魏武侯為將士舉行慶功宴會，使立下上功者坐於前排，賜予最貴重的餚席及餐具；立下次功者坐於中排，餚席及餐具適量減少；無功者坐後排，只有餚席而沒有賜貴重餐具。宴會結束後，還在大門外論功賞賜有功者父母妻子家屬。再者，每年皆派使者對於死難將士的家屬進行慰問及賞賜，以示不忘。施行此法三年後，秦國於前389年再次調集五十萬大軍大舉進攻西河郡，數萬魏軍立即不待命令自行穿戴甲胄要求作戰。吳起請魏武侯派他率領五萬名沒有立過功的士兵反擊秦軍。武侯同意並加派戰車五百乘、騎兵三千人。作戰前一日，吳起命令三軍：「諸吏士當從受敵車騎與徒。若車不得車，騎不得騎，徒不得徒，雖破軍皆無功。」。翌日，秦魏兩軍於陰晉大戰，因魏軍士氣高昂、將士用命，終於以五萬魏軍打敗五十萬秦軍，成功保住河西。